# Castell de la Punta de n'Amer
El Castell de la Punta de n'Amer (anomenat es Castell entre els veïns del poble) és una torre fortificada que es troba a la Punta de n'Amer, al terme de Sant Llorenç del Cardassar (Mallorca). Està situada a uns 35 msnm i fou construïda en la darrera dècada del segle xvii. Constituí, juntament amb el Fortí de Cala Llonga, la principal estructura defensiva del Llevant de Mallorca.

## Descripció
És situada a la Punta de n'Amer, el cap més prominent de tota la regió, de la qual domina totes les visuals. A despit del seu nom, no es tracta d'un castell ans d'una torre fortificada, de planta quadrada, alçada a plom respecte dels angles i amb els paraments atalussats. Està revoltada d'un fossat, que conté un aljub, i l'accés a l'interior és per un pont llevadís.
Dins la primera planta hi ha les cambres dels torrers i una cuina amb xemeneia. Una escala de caragol condueix a la planta superior, que no és d'obra ans és un altell o enteixinat sostengut per un embigat. Per la mateixa escala s'accedeix a la terrassa, que està tota entrispolada. El parapet té vuit canoneres i quatre espilleres apaïsades que permeten la defensa del peu dels murs, del fossat i del glacis.

## Història
El virrei Lluís Vic ja exposà el 1585 la necessitat de construir una torre a la Punta, però la universitat de Manacor (llavors Sant Llorenç formava part administrativament de Manacor) va jutjar que no era necessària perquè no en podia assumir el cost. Joan Binimelis, ideador del sistema defensa de la costa de Mallorca, insistí en la necessitat de construir-la, però el 1617 una nova proposta del Gran i General Consell tornà a no donar fruits.
No va ser fins al 1693 que el projecte no començà. S'encomanà a l'enginyer militar Martín Gil de Gaínza, i 1696 ja havien acabat les obres. Aquell mateix any es nomenaren els primers torrers, que reberen sis espingardes, sis mosquets i dos canons de bronze. Pocs anys més tard hom envià tropa muntada a la nova fortalesa, i calgué habilitar un enteixinat per poder-la estatjar. El 1724 les curenyes o afusts dels canons estaven podrides i calgué baratar-les; també calgué reparar el pont llevadís i la xemeneia. El 1765 es decideix de fer un aljub dins el fossat, perquè els torrers no disposaven de cap sistema d'emmagatzematge i havien d'anar a cercar l'aigua enfora.
Amb la Conquesta d'Algèria el 1833, els perills per mar havien disminuït considerablement, i la vigilància de la costa deixà de ser tan prioritària. Bartomeu Bujosa i Francesc Fernàndez, els torrers, s'integraren l'any 1852 dins el nou Cos de Torrers de l'estat. Aquell mateix any es retiraren els canons. El 1857, l'exèrcit la cedí a l'estat, que la subhastà i l'adqurí Pere Orlandis i Despuig.
Tot i que la pirateria barbaresca, la menaça perquè es va construir, havia desaparegut, la fortalesa continuava a ser un element útil per la defensa de la costa d'altres d'enemics. Així, durant la Guerra d'Espanya i la Segona Guerra Mundial s'hi instal·là un observatori . El 1996 va ser restaurada i museïtzada.

## Galeria d'imatges

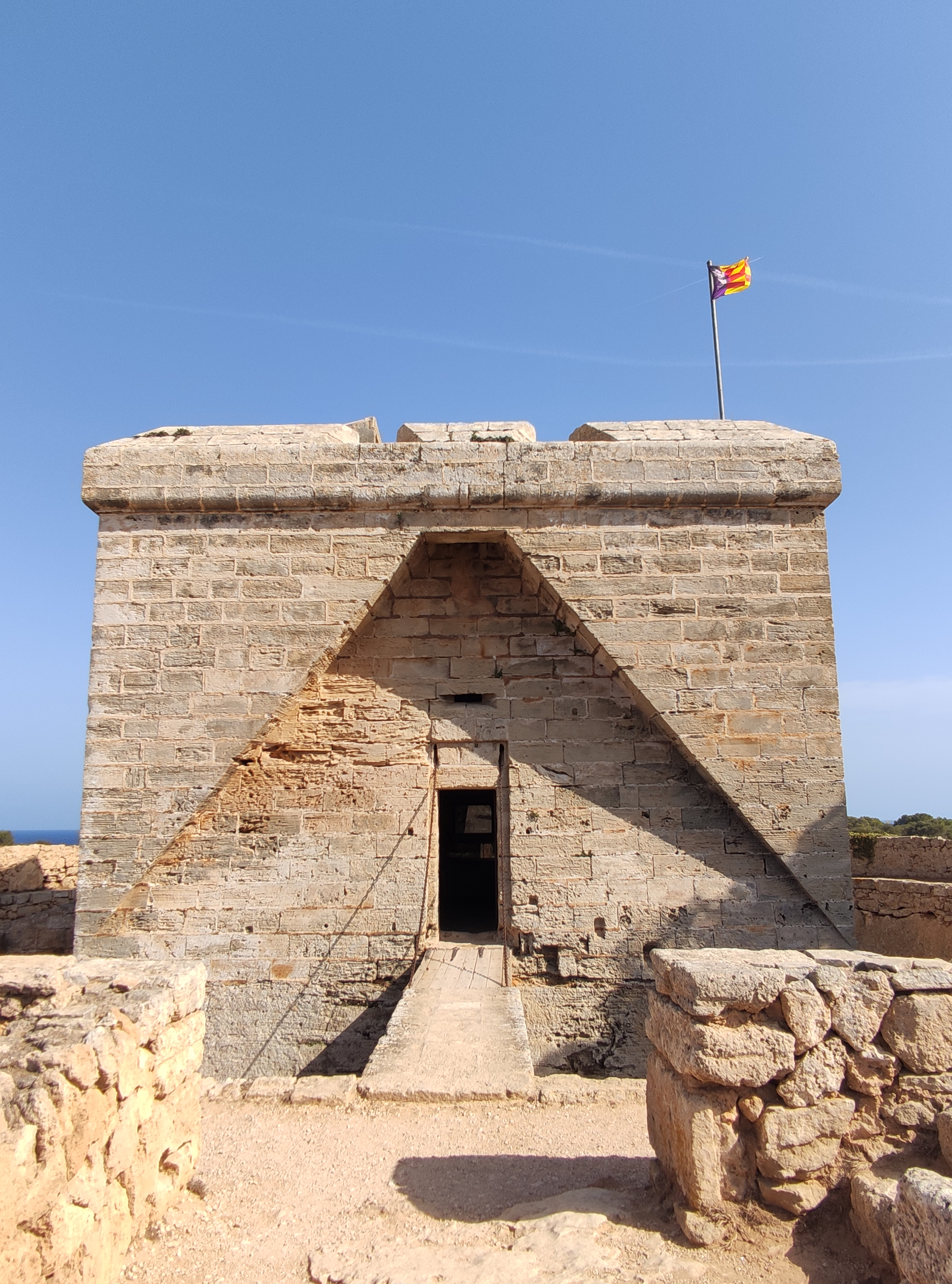
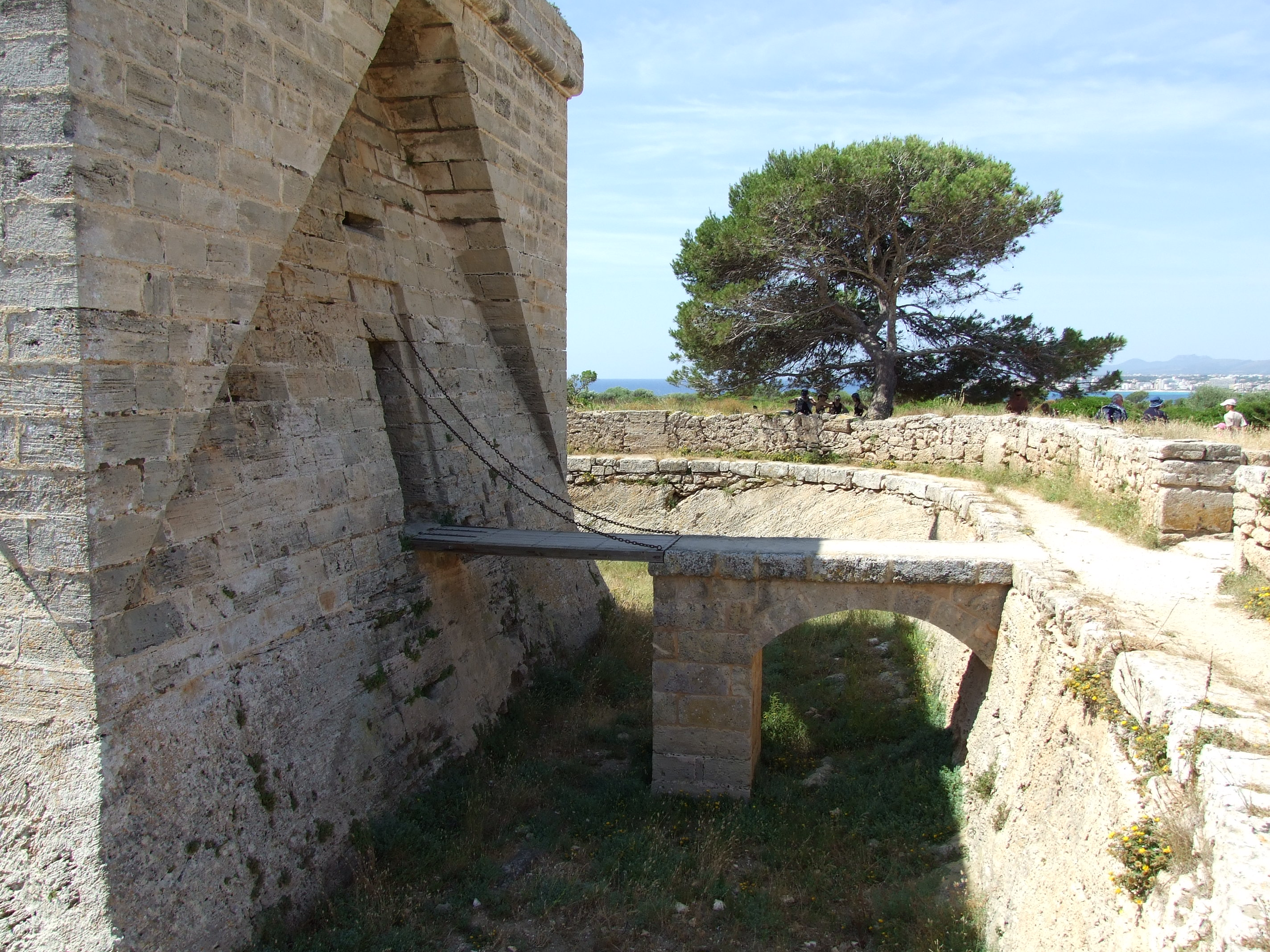
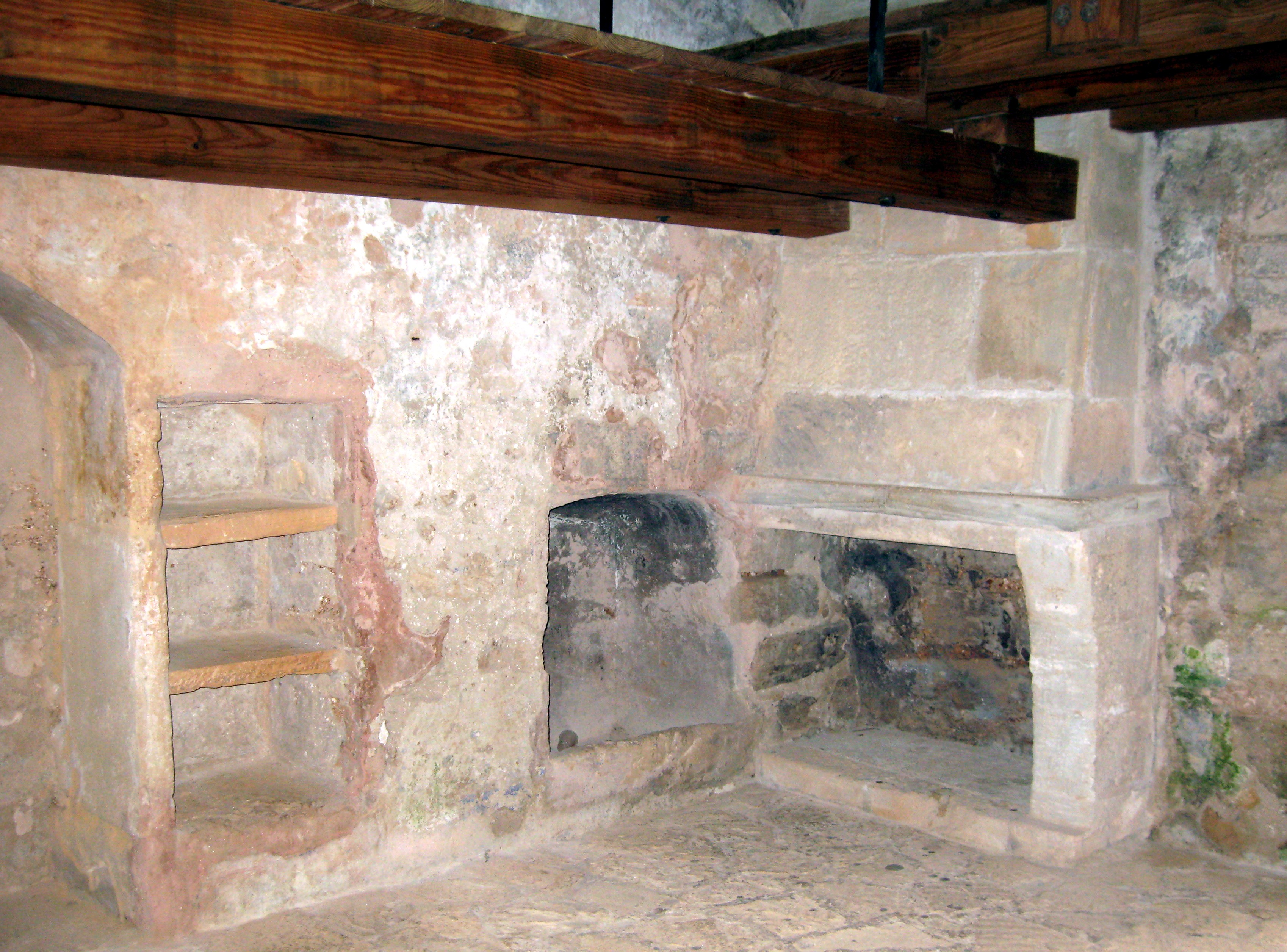
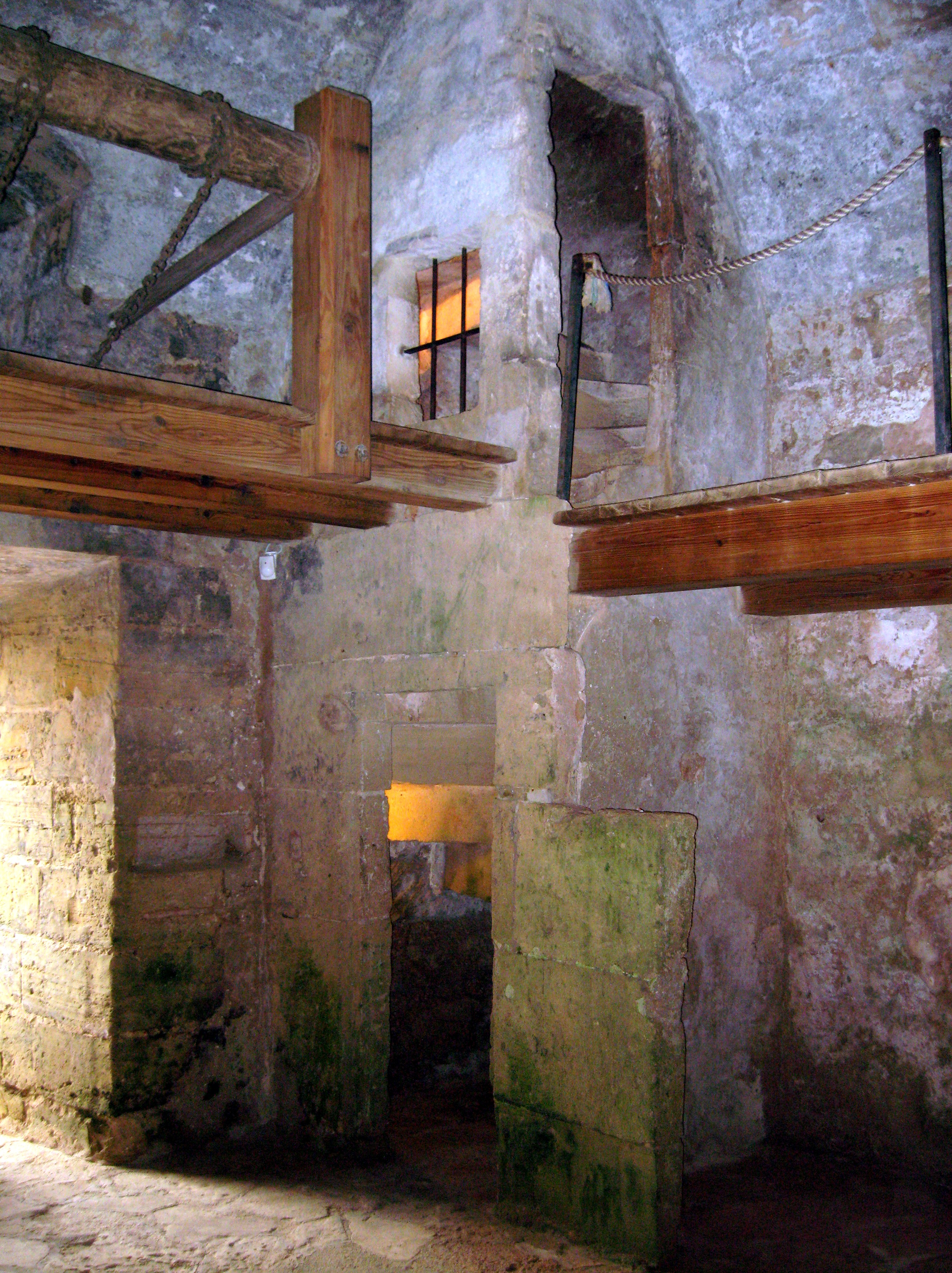
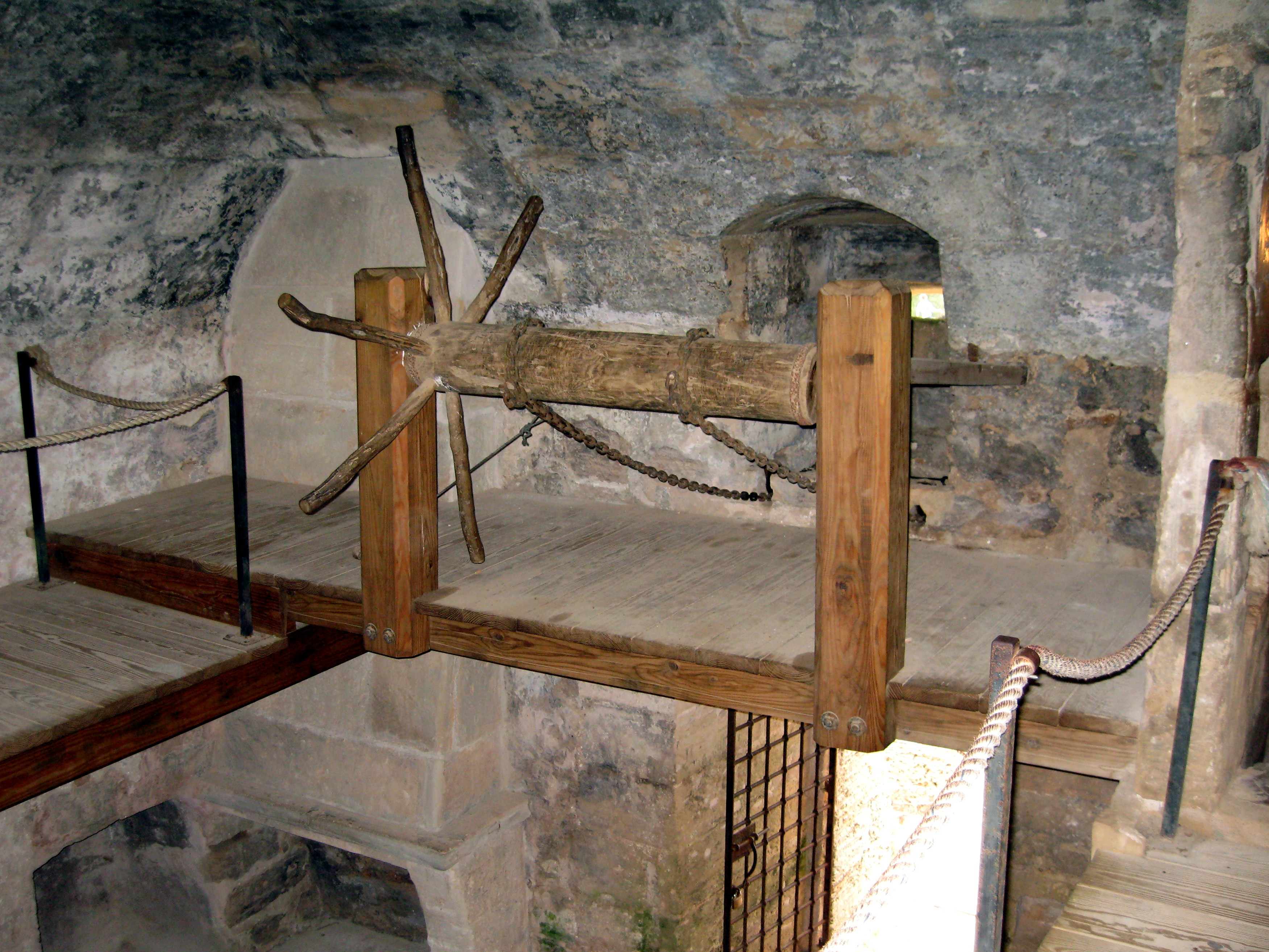
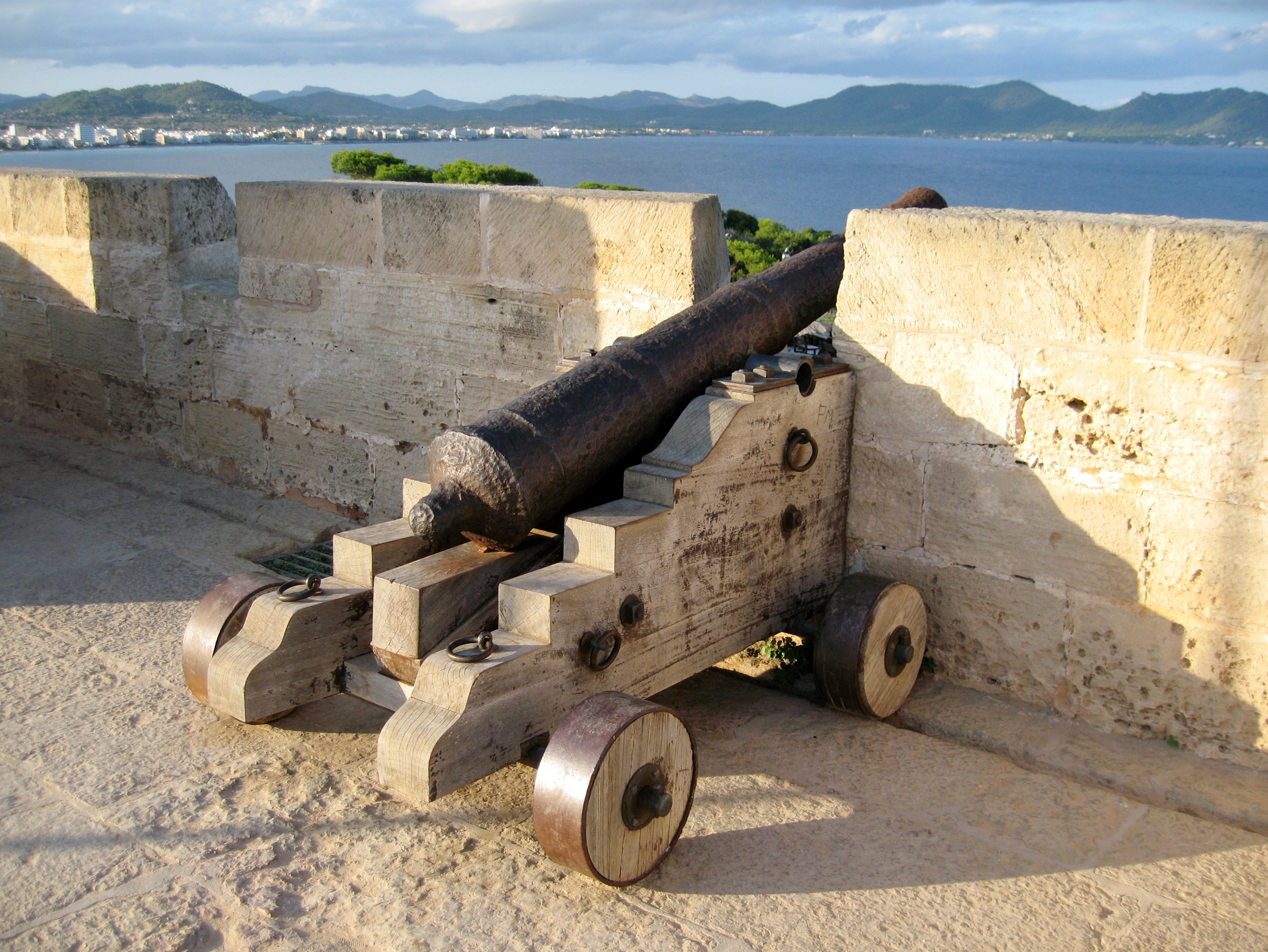

- Vista frontal amb el pont
- Vista lateral del pont
- La cuina
- L'escala i l'altell
- L'aparell per llevar el pont
- Un dels canons de la terrassa